# Картіньяно
Картіньяно (італ. Cartignano, п'єм. Cartignan) — муніципалітет в Італії, у регіоні П'ємонт,  провінція Кунео.
Картіньяно розташоване на відстані близько 510 км на північний захід від Рима, 75 км на південний захід від Турина, 24 км на північний захід від Кунео.
Населення — 187 осіб (2014).
Щорічний фестиваль відбувається 10 серпня. Покровитель — Святий Лаврентій.

## Демографія
Населення за роками:

Станом на 1 січня 2023 року в муніципалітеті офіційно проживало 12 іноземців з 6 країн, серед них 3 громадяни країн Євросоюзу.

## Сусідні муніципалітети
- Дронеро
- Мелле
- Роккабруна
- Сан-Дам'яно-Макра